# Шиворонь (посёлок разъезда)
Шиворонь — посёлок разъезда в Киреевском районе Тульской области в составе Дедиловского сельского поселения.

## География
Находится в центральной части Тульской области на расстоянии приблизительно 5 км на северо-восток по прямой от города Киреевск, административного центра района к северу от поселка Октябрьский.

## История
Отмечен уже только на карте конца 1988 года.

## Население
Постоянное население составляло 6 человек (русские 100 %) в 2002 году, 12 в 2010.